# Senegalia
Senegalia is een geslacht uit de vlinderbloemenfamilie (Fabaceae). De soorten komen wijdverspreid voor in de tropische delen van de wereld.

## Soorten
- Senegalia adenocalyx (Brenan & Exell) Kyal. & Boatwr.
- Senegalia albizioides (Pedley) Pedley
- Senegalia alemquerensis (Huber) Seigler & Ebinger
- Senegalia altiscandens (Ducke) Seigler & Ebinger
- Senegalia amazonica (Benth.) Seigler & Ebinger
- Senegalia andamanica (I.C. Nielsen) Maslin, Seigler & Ebinger
- Senegalia andongensis (Welw. ex. Hiern.) Kyal. & Boatwr.
- Senegalia angico (Mart.) Seigler & Ebinger
- Senegalia angustifolia (Lam.) Britton & Rose
- Senegalia ankokib (Chiov.)Kyal. & Boatwr.
- Senegalia aristeguietana (L. Cardenas) Seigler & Ebinger
- Senegalia asak (Forssk.)Kyal. & Boatwr.
- Senegalia ataxacantha (DC.) Kyal. & Boatwr.
- Senegalia bahiensis (Benth.) Seigler & Ebinger
- Senegalia baronii (Villiers & Du Puy) Boatwr.
- Senegalia berlandieri (Benth.) Britton & Rose
- Senegalia bonariensis (Gillies ex Hook. & Arn.) Seigler & Ebinger
- Senegalia borneensis (I.C.Nielsen) Maslin, Seigler & Ebinger
- Senegalia brevispica (Harms) Seigler & Ebinger
- Senegalia burkei (Benth.) Kyal. & Boatwr.
- Senegalia caesia (L.) Maslin, Seigler & Ebinger
- Senegalia caffra (Thunb.) P.J.H.Hurter & Mabb.
- Senegalia caraniana (Chiov.) Kyal. & Boatwr.
- Senegalia catechu (L.f.) P.J.H.Hurter & Mabb.
- Senegalia catharinensis (Burkart) Seigler & Ebinger
- Senegalia cearensis Terra & Pinto Garcia
- Senegalia chariessa (Milne-Redh.) Kyal. & Boatwr.
- Senegalia cheilanthifolia (Chiov.) Kyal. & Boatwr.
- Senegalia chundra (Roxb. ex Rottler) Maslin
- Senegalia ciliolata (Brenan & Exell) Kyal. & Boatwr.
- Senegalia cinerea (Schinz) Kyal. & Boatwr.
- Senegalia circummarginata (Chiov.) Kyal. & Boatwr.
- Senegalia comosa (Gagnep.) Maslin, Seigler & Ebinger
- Senegalia condyloclada (Chiov.) Kyal. & Boatwr.
- Senegalia crassifolia (A. Gray) Britton & Rose
- Senegalia delavayi (Franch.) Maslin, Seigler & Ebinger
- Senegalia densispina (Thulin) Kyal. & Boatwr.
- Senegalia donnaiensis (Gagnep.) Maslin, Seigler & Ebinger
- Senegalia dudgeonii (Craib ex Holland) Kyal. & Boatwr.
- Senegalia ebingeri Seigler
- Senegalia emilioana (Fortunato & Cialdella) Seigler & Ebinger
- Senegalia eriocarpa (Brenan) Kyal. & Boatwr.
- Senegalia erubescens (Welw. ex Oliv.) Kyal. & Boatwr.
- Senegalia erythrocalyx (Brenan) Kyal. & Boatwr.
- Senegalia etilis (Speg.) Seigler & Ebinger
- Senegalia feddeana (Harms) Seigler & Ebinger
- Senegalia ferruginea (DC.) Pedley
- Senegalia fiebrigii (Hassl.) Seigler & Ebinger
- Senegalia flagellaris (Thulin) Kyal. & Boatwr.
- Senegalia fleckii (Schinz) Boatwr.
- Senegalia fumosa (Thulin) Kyal. & Boatwr.
- Senegalia gageana (Craib) Maslin, Seigler & Ebinger
- Senegalia galpinii (Burtt Davy) Seigler & Ebinger
- Senegalia gaumeri (Blake) Britton & Rose
- Senegalia giganticarpa (G.P. Lewis) Seigler & Ebinger
- Senegalia gilliesii (Steud.) Seigler & Ebinger
- Senegalia globosa (A. Bocage & Miotto) Queiroz
- Senegalia goetzei (Harms) Kyal. & Boatwr.
- Senegalia gourmaensis (A.Chev.) Kyal. & Boatwr.
- Senegalia grandisiliqua (Benth.) Seigler & Ebinger
- Senegalia grandistipula (Benth.) Seigler & Ebinger
- Senegalia greggii (A. Gray) Britton & Rose
- Senegalia guarensis (L. Cárdenas & F. García) Seigler & Ebinger
- Senegalia hamulosa (Benth.) Boatwr.
- Senegalia hayesii (Benth.) Britton & Rose
- Senegalia hecatophylla (Steud. ex. A.Rich.) Kyal. & Boatwr.
- Senegalia hereroensis (Engl.) Kyal. & Boatwr.
- Senegalia hildebrandtii (Vatke) Boatwr.
- Senegalia hoehnei Seigler et al.
- Senegalia huberi (Ducke) Seigler & Ebinger
- Senegalia iguana (M. Micheli) Britton & Rose
- Senegalia incerta (Hoehne) Seigler & Ebinger
- Senegalia interior Britton & Rose
- Senegalia intsia (L.) Maslin, Seigler & Ebinger
- Senegalia kallunkiae (Grimes & Barneby) Seigler & Ebinger
- Senegalia kamerunensis (Gandoger) Kyal. & Boatwr.
- Senegalia kekapur (I.C.Nielsen) Maslin, Seigler & Ebinger
- Senegalia kelloggiana (A.M. Carter & Rudd) Glass & Seigler
- Senegalia klugii (Standl. ex J.F. Macbr.) Seigler & Ebinger
- Senegalia kostermansii (I.C.Nielsen) Maslin, Seigler & Ebinger
- Senegalia kraussiana (Meisn. ex Benth.) Kyal. & Boatwr.
- Senegalia kuhlmannii (Ducke) Seigler & Ebinger
- Senegalia lacerans (Benth.) Seigler & Ebinger
- Senegalia laeta (R.Br. ex Benth.) Seigler & Ebinger
- Senegalia langsdorfii (Benth.) Seigler & Ebinger
- Senegalia lasiophylla (Benth.) Seigler & Ebinger
- Senegalia latifoliola (Kuntze) Seigler & Ebinger
- Senegalia latistipulata (Harms) Kyal. & Boatwr.
- Senegalia loretensis (J.F. Macbr.) Seigler & Ebinger
- Senegalia lowei (L. Rico) Seigler & Ebinger
- Senegalia lujai (De Wild.) Kyal. & Boatwr.
- Senegalia macbridei (Britton & Rose ex J.F. Macbr.) Seigler & Ebinger
- Senegalia macilenta (Rose) Britton & Rose
- Senegalia macrostachya (Reichenb. ex DC.) Kyal. & Boatwr.
- Senegalia magnibracteosa (Burkart) Seigler & Ebinger
- Senegalia manubensis (J.H.Ross) Kyal. & Boatwr.
- Senegalia martii (Benth.) Seigler & Ebinger
- Senegalia martiusiana (Steud.) Seigler & Ebinger
- Senegalia maschalocephala (Griseb.) Britton & Rose
- Senegalia mattogrossensis (Malme) Seigler & Ebinger
- Senegalia meeboldii (Craib) Maslin, Seigler & Ebinger
- Senegalia megaladena (Desv.) Maslin, Seigler & Ebinger
- Senegalia mellifera (Vahl) Seigler & Ebinger
- Senegalia menabeensis (Villiers & Du Puy) Boatwr.
- Senegalia meridionalis (Villiers & Du Puy) Boatwr.
- Senegalia merrillii (I.C.Nielsen) Maslin, Seigler & Ebinger
- Senegalia micrantha Britton & Rose
- Senegalia miersii (Benth.) Seigler & Ebinger
- Senegalia mikanii (Benth.) Seigler & Ebinger
- Senegalia mirandae (L. Rico) Seigler & Ebinger
- Senegalia modesta (Wall.) P.J.H.Hurter
- Senegalia moggii (Thulin & Tardelli) Kyal. & Boatwr.
- Senegalia monacantha (Willd.) Seigler & Ebinger
- Senegalia montigena (Brenan & Exell) Kyal. & Boatwr.
- Senegalia montis-salinarum N.Hahn
- Senegalia montis-usti (Merxm. & A.Schreiber) Kyal. & Boatwr.
- Senegalia multipinnata (Ducke) Seigler & Ebinger
- Senegalia muricata (L.) Britton & Rose
- Senegalia nigrescens (Oliv.) P.J.H. Hurter
- Senegalia nitidifolia (Speg.) Seigler & Ebinger
- Senegalia occidentalis (Rose) Britton & Rose
- Senegalia ochracea (Thulin & Hassan) Kyal. & Boatwr.
- Senegalia ogadensis (Chiov.) Kyal. & Boatwr.
- Senegalia olivensana (G.P. Lewis) Seigler & Ebinger
- Senegalia oliveri (Vatke) Kyal. & Boatwr.
- Senegalia paganuccii  Seigler, Ebinger & Ribeiro
- Senegalia painteri Britton & Rose
- Senegalia palawanensis (I.C.Nielsen) Maslin, Seigler & Ebinger
- Senegalia paraensis (Ducke) Seigler & Ebinger
- Senegalia parviceps (Speg.) Seigler & Ebinger
- Senegalia pedicellata (Benth.) Seigler & Ebinger
- Senegalia peninsularis Britton & Rose
- Senegalia pennata (L.) Maslin
- Senegalia pentagona (Schumach.) Kyal. & Boatwr.
- Senegalia persiciflora (Pax) Kyal. & Boatwr.
- Senegalia pervillei (Benth.) Boatwr.
- Senegalia petrensis (Thulin) Kyal. & Boatwr.
- Senegalia piauhiensis (Benth.) Seigler & Ebinger
- Senegalia picachensis (Brandegee) Britton & Rose
- Senegalia piptadenioides (G.P. Lewis) Seigler & Ebinger
- Senegalia pluricapitata (Steud. ex Benth.) Maslin, Seigler & Ebinger
- Senegalia pluriglandulosa (Verdc.) Maslin, Seigler & Ebinger
- Senegalia podadenia Britton & Killip
- Senegalia polhillii (Villiers & Du Puy) Boatwr.
- Senegalia polyacantha (Willd.) Seigler & Ebinger
- Senegalia polyphylla (DC.) Britton & Rose
- Senegalia praecox (Griseb.) Seigler & Ebinger
- Senegalia pruinescens (Kurz) Maslin, Seigler & Ebinger
- Senegalia pseudointsia (Miq.) Maslin, Seigler & Ebinger
- Senegalia pseudonigrescens (Brenan & J.H.Ross) Kyal. & Boatwr.
- Senegalia pteridifolia (Benth.) Seigler & Ebinger
- Senegalia purpusii (Brandegee) Britton & Rose
- Senegalia quadriglandulosa (Martius) Seigler & Ebinger
- Senegalia recurva (Benth.) Seigler & Ebinger
- Senegalia reniformis (Benth.) Britton & Rose
- Senegalia rhytidocarpa (L. Rico) Seigler & Ebinger
- Senegalia riograndensis (Atahuachi & L. Rico) Seigler & Ebinger
- Senegalia riparia (Kunth) Britton & Rose ex Britton & Killip
- Senegalia robynsiana (Merxm. & A.Schreiber) Kyal. & Boatwr.
- Senegalia roemeriana (Scheele) Britton & Rose
- Senegalia rostrata (Humb. & Bonpl. ex Willd.) Seigler & Ebinger
- Senegalia rovumae (Oliv.) Kyal. & Boatwr.
- Senegalia rugata (Lam.) Britton & Rose
- Senegalia rurrenabaqueana (Rusby) Seigler & Ebinger
- Senegalia sakalava (Drake) Boatwr.
- Senegalia santosii (G.P. Lewis) Seigler & Ebinger
- Senegalia scandens Seigler & Ebinger
- Senegalia schlechteri (Harms) Kyal. & Boatwr.
- Senegalia schweinfurthii (Brenan & Exell) Seigler & Ebinger
- Senegalia senegalensis (Forssk.) Kyal. & Boatwr.
- Senegalia serra (Benth.) Seigler & Ebinger
- Senegalia skleroxyla (Tussac) Seigler & Ebinger
- Senegalia somalensis (Vatke) Kyal. & Boatwr.
- Senegalia stenocarpa Seigler & Ebinger
- Senegalia subangulata (Rose) Britton & Rose
- Senegalia subsessilis Britton & Rose
- Senegalia sulitii (I.C.Nielsen) Maslin, Seigler & Ebinger
- Senegalia tamarindifolia (L.) Britton & Rose
- Senegalia tanganyikensis (Brenan) Kyal. & Boatwr.
- Senegalia tawitawiensis (I.C.Nielsen) Maslin, Seigler & Ebinger
- Senegalia taylorii (Brenan & Exell) Kyal. & Boatwr.
- Senegalia teniana (Harms) Maslin, Seigler & Ebinger
- Senegalia tenuifolia (L.) Britton & Rose
- Senegalia tephrodermis (Brenan) Kyal. & Boatwr.
- Senegalia thailandica (I.C.Nielsen) Maslin, Seigler & Ebinger
- Senegalia thomasii (Harms) Kyal. & Boatwr.
- Senegalia tonkinensis (I.C.Nielsen) Maslin, Seigler & Ebinger
- Senegalia torta (Roxb.) Maslin, Seigler & Ebinger
- Senegalia trijuga (Rizzini) Seigler & Ebinger
- Senegalia tubulifera (Benth.) Seigler & Ebinger
- Senegalia tucumanensis (Griseb.) Seigler & Ebinger
- Senegalia velutina (DC.) Seigler & Ebinger
- Senegalia venosa (Hochst. ex Benth.) Kyal. & Boatwr.
- Senegalia verheijenii (I.C.Nielsen) Maslin, Seigler & Ebinger
- Senegalia vietnamensis (I.C.Nielsen) Maslin, Seigler & Ebinger
- Senegalia visco (Lorentz ex Griseb.) Seigler & Ebinger
- Senegalia vogeliana (Steud.) Britton & Rose
- Senegalia weberbaueri (Harms) Seigler & Ebinger
- Senegalia welwitschii (Oliv.) Kyal. & Boatwr.
- Senegalia wrightii (Benth.) Britton & Rose
- Senegalia yunnanensis (Franch.) Maslin, Seigler & Ebinger
- Senegalia zamudii Seigler, Ebinger & Glass
- Senegalia zizyphispina (Chiov.) Kyal. & Boatwr.

... · 
Abrus · 
Acacia · 
Acosmium · 
Adenanthera · 
Adenocarpus · 
Adenodolichos · 
Adenopodia · 
Adesmis · 
Aenictophyton · 
Aeschynomene · 
Afzelia · 
Aganope · 
Albizia · 
Alhagi · 
Alysicarpus · 
Amblygonocarpus · 
Amherstia · 
Andira · 
Angylocalyx · 
Aotus · 
Anthyllis · 
Arachis · 
Archidendropsis · 
Aspalathus · 
Astragalus (hokjespeul) · 
Austrosteenisia · 
Baphia · 
Bauhinia · 
Brachystegia · 
Bolusafra · 
Butea · 
Caesalpinia · 
Cajanus · 
Calicotome · 
Carmichaelia · 
Carrissoa · 
Cassia · 
Castanospermum · 
Ceratonia · 
Chamaecytisus · 
Cicer · 
Clianthus · 
Clitoria · 
Cordyla · 
Coronilla · 
Crotalaria · 
Cyamopsis · 
Cyclopia (honingbos) · 
Cytisus · 
Dalbergia · 
Daviesia · 
Delonix · 
Derris · 
Dialium · 
Dicraeopetalum · 
Dichrostachys · 
Dipteryx · 
Enterolobium · 
Eperua · 
Erythrina (koraalboom) · 
Erythrophleum · 
Faidherbia · 
Genista (heidebrem) · 
Glycine · 
Glycyrrhiza · 
Hardenbergia · 
Hovea · 
Indigofera · 
Inga · 
Lathyrus · 
Lens · 
Lonchocarpus · 
Lotus (rolklaver) · 
Lupinus (lupine) · 
Macrotyloma · 
Medicago (rupsklaver) · 
Melilotus (honingklaver) · 
Mimosa · 
Mora · 
Myroxylon · 
Newtonia · 
Onobrychis · 
Ononis (stalkruid) · 
Ormosia · 
Ougeinia · 
Pachyrhizus · 
Parkia · 
Parkinsonia · 
Parochetus · 
Pericopsis · 
Phaseolus · 
Physostigma · 
Pisum (erwt) · 
Prosopis · 
Psophocarpus · 
Psoralea · 
Pterocarpus · 
Pueraria · 
Racosperma · 
Robinia · 
Rothia · 
Securigera · 
Senegalia · 
Senna · 
Serianthes · 
Sesbania · 
Sophora · 
Spartium · 
Sphenostylis · 
Streblorrhiza · 
Strongylodon · 
Stylosanthes · 
Styphnolobium · 
Swainsona · 
Tamarindus · 
Tephrosia · 
Teramnus · 
Tetragonolobus · 
Tetrapleura · 
Trifolium (klaver) · 
Trigonella (hoornklaver) · 
Ulex · 
Uraria · 
Vachellia · 
Vicia (wikke) · 
Vigna · 
Viminaria · 
Virgilia · 
Wisteria (blauweregen) · 
Zornia · 
Zygocarpum · 
...